# Brett Wisely
Brett Michael Wisely (Jacksonville, Florida, 8 de mayo de 1999), más conocido como Brett Wisely, es un jugador profesional estadounidense de béisbol que se desempeña en la posición de segunda base en San Francisco Giants, equipo de las Grandes Ligas de Béisbol (MLB).

## Carrera
En 2023, Wisely hizo su debut en la MLB con el equipo San Francisco Giants, donde lleva jugando dos temporadas.